# Parheli

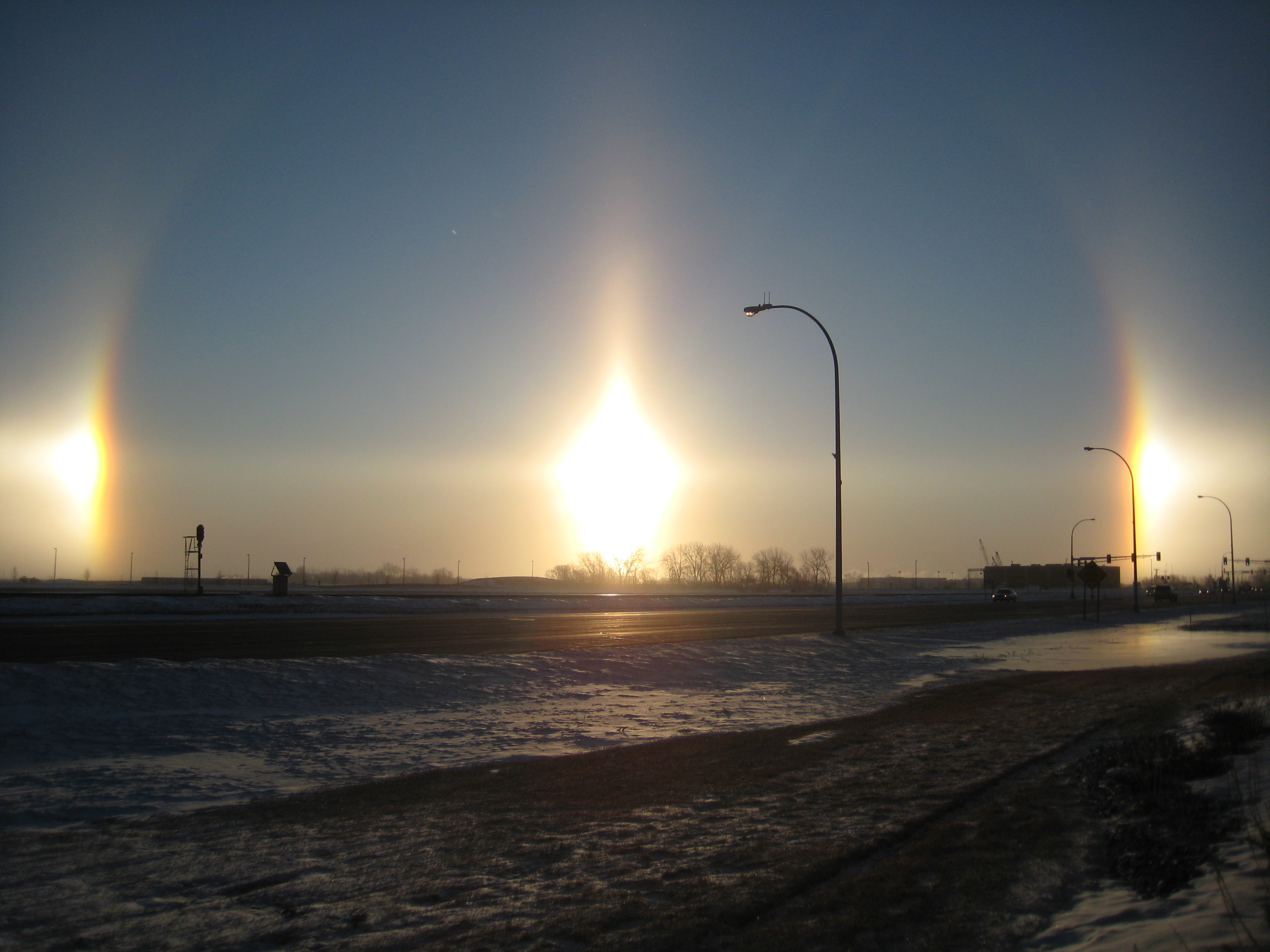
Un parheli acompanyat d'un halo

Un parheli és una taca de llum blanca o irisada (amb el roig cap al Sol) que de vegades s’observa amb cel cobert de núvols alts, generalment, i de vegades mitjans, a banda i banda del Sol (o a una sola banda) i a la mateixa altura. El cas extrem (molt poc habitual, però) es pot donar amb quatre parhelis, dos en els extrems de l’halo de 22º i dos més als extrems de l’halo extraordinari de 46º, aquests últims molt més dèbils.

## Formació
Es formen per la reflexió de la llum sobre les cares verticals dels prismes de glaç dels núvols esmentats, col·locats en posició especialment favorable. Aquest fenomen també es pot veure amb la lluna, tot i que és molt més rar. En aquest cas es coneix amb el nom de paraselene. Hi ha alguns tipus de parhelis que tenen una denominació específica, com l’antiheli, una taca arrodonida que apareix molt rarament al costat oposat del Sol i a la seva mateixa alçada, o el parantheli, una taca lluminosa de diàmetre lleugerament superior al Sol que apareix a 120º del Sol a la mateixa alçada sobre l’horitzó.

## Observació
El seu aspecte arrodonit i brillant pot recordar el del Sol. Sovint només es poden veure fragments del fenomen. Els més vistosos i habituals es poden veure en presència de cirroestrats. Menys habituals són els parhelis amb altocúmuls. Van units molt sovint als halos i si el Sol està baix, els parhelis se situen en els extrems del diàmetre de l’halo de 22º, i si, contràriament, el Sol està alt, llavors se situen un xic enfora del mateix halo. Col·loquialment es coneix com a fals Sol.